# 碧海古井站
碧海古井站（日语：／ Hekikai-Furui eki */?）是一個位於日本愛知縣安城市古井町大久後，屬於名古屋鐵道西尾線的鐵路車站。車站編號為GN03。

## 車站結構
側式月台1面1線的地面車站。

### 月台配置
| 路線   | 方向 | 目的地                 |
| ------ | ---- | ---------------------- |
| 西尾線 | 下行 | 西尾、吉良吉田方向     |
| 西尾線 | 上行 | 新安城、名鐵名古屋方向 |

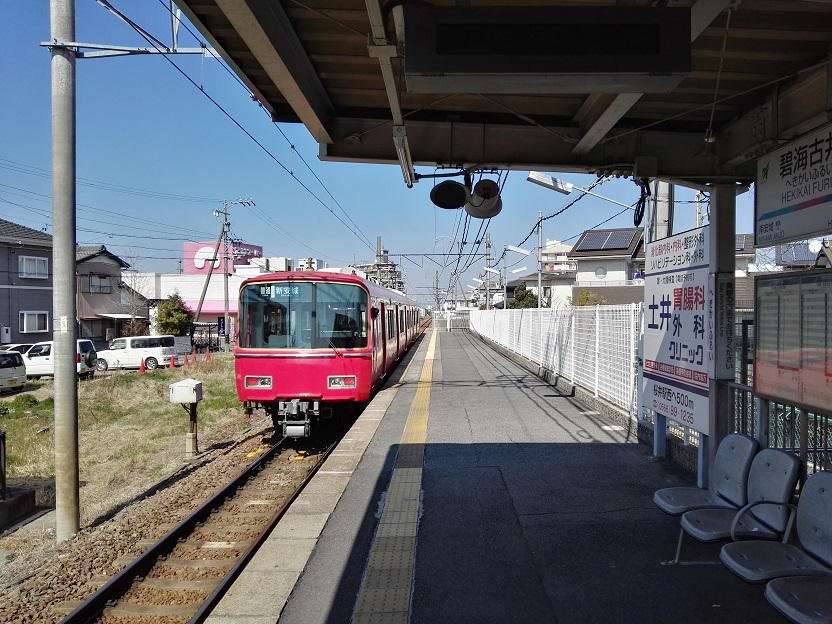
月台
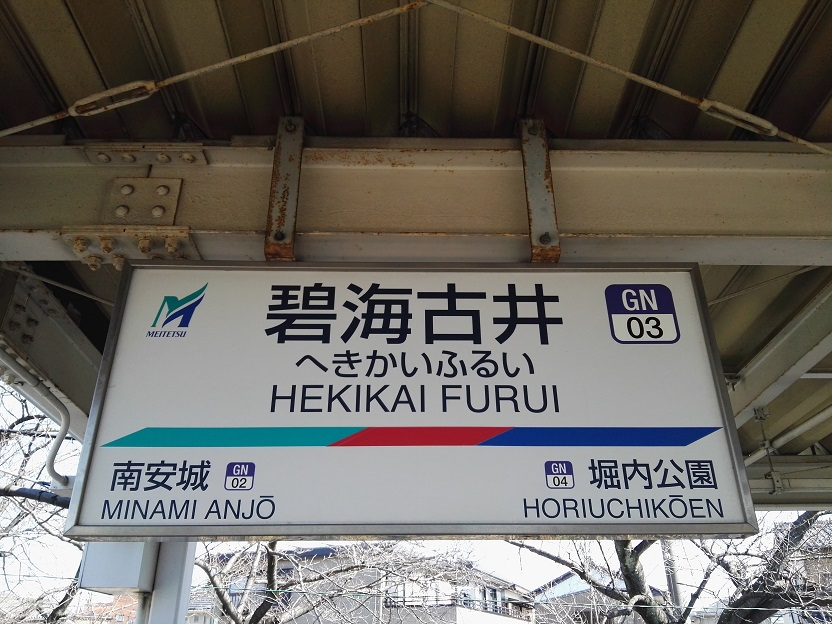
站名牌

### 配線圖
| ← 新安城、 名古屋方向 | 碧海古井站 構內配線略圖 | → 西尾、 吉良吉田方向 |
| 图例 参考文献：       |                         |                       |

## 使用情況
| 年度   | 1日平均 上下車人次 |
| ------ | ------------------ |
| 2007年 | 904                |
| 2008年 | 996                |
| 2009年 | 943                |
| 2010年 | 926                |
| 2011年 | 938                |
| 2012年 | 974                |
| 2013年 | 1,016              |
| 2014年 | 1,042              |
| 2015年 | 1,096              |
| 2016年 | 1,128              |
| 2017年 | 1,189              |
| 2018年 | 1,235              |

## 相鄰車站
名古屋鐵道
 西尾線
■特急、■急行
通過
■急行（平日早上1班特別停車）
南安城（GN02）－碧海古井（GN03）－櫻井（GN05）
■普通
南安城（GN02）－碧海古井（GN03）－堀內公園（GN04）

## 外部連結
- 碧海古井 - 名古屋鐵道